# Wildensteiner Wasserfall

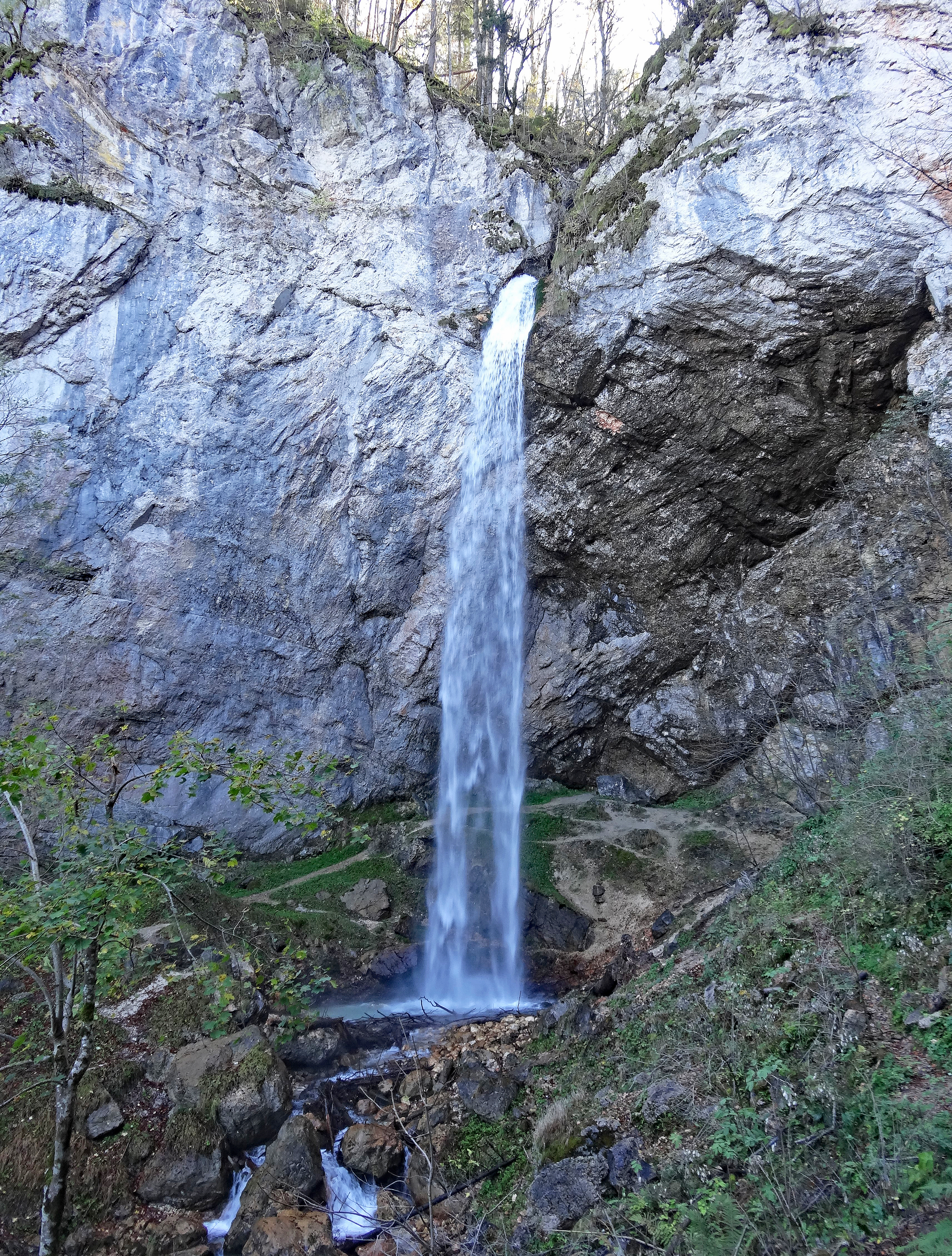
Wildensteiner Wasserfall

Der Wildensteiner Wasserfall (slowenisch Podkanjski slap) in Kärnten ist einer der höchsten frei fallenden Wasserfälle Europas. Er wird vom Wildensteiner Bach gebildet, der unweit der Vellach in die Drau mündet.

## Lage
Der Wasserfall befindet sich unweit der Ortschaft Gallizien entlang des Eisenwurzen-Weitwanderwegs unterhalb des Gipfels des Hochobir. 
Eine Straße führt bis zu einem geschotterten und teilweise befestigten Parkplatz, von dem aus man in etwa 20 Minuten auf einem steilen Waldweg den Wasserfall erreicht. Dort befindet sich eine kleine Plattform, ungefähr 30 Meter vom Fall entfernt. Das nähere Betreten ist wegen Steinschlaggefahr untersagt, ein Zaun soll hier das Weitergehen verhindern.

## Name
Seinen Namen verdankt der Wasserfall der oberhalb gelegenen Burgruine Wildenstein, welche beim Erdbeben von Friaul 1348 zerstört worden sein soll. Heute trägt ein Ortsteil der Katastralgemeinde Gallizien den Namen Wildenstein.